# Centro Integrado Público de Formación Profesional Ausiàs March
Centro Integrado Público de Formación Profesional Ausiàs March (o CIPFP Ausiàs March) es un centro de estudios español de titularidad pública y gestionado por la Generalidad Valenciana. En él se imparten los Ciclos Formativos de Informática y Comunicaciones, Administración y Gestión, Comercio y Sanidad que conducen a la obtención de Títulos de Formación Profesional y/o Certificados de Profesionalidad.
En las familias profesionales de Informática y Comunicaciones y de Sanidad, se ofertan algunos ciclos formativos de grado medio de carácter semipresencial, también llamados "a distancia".
Está autorizado para ofertar la FP Dual en todos ciclos de las familias de Informática y Comunicaciones, Administración y Gestión, Comercio y Marketing y algunos ciclos de Sanidad.
El objetivo del Centro Integrado Público de Formación Profesional Ausiàs March de Valencia es dotar a nuestro alumnado de los conocimientos, capacidades y competencias profesionales necesarias para dar respuesta a las demandas laborales del sistema productivo, así como de una formación en actitudes y valores capaz de integrarles, con éxito, en la sociedad.
El CIPFP Ausiàs March está inmerso en la Red de Centros de Calidad.

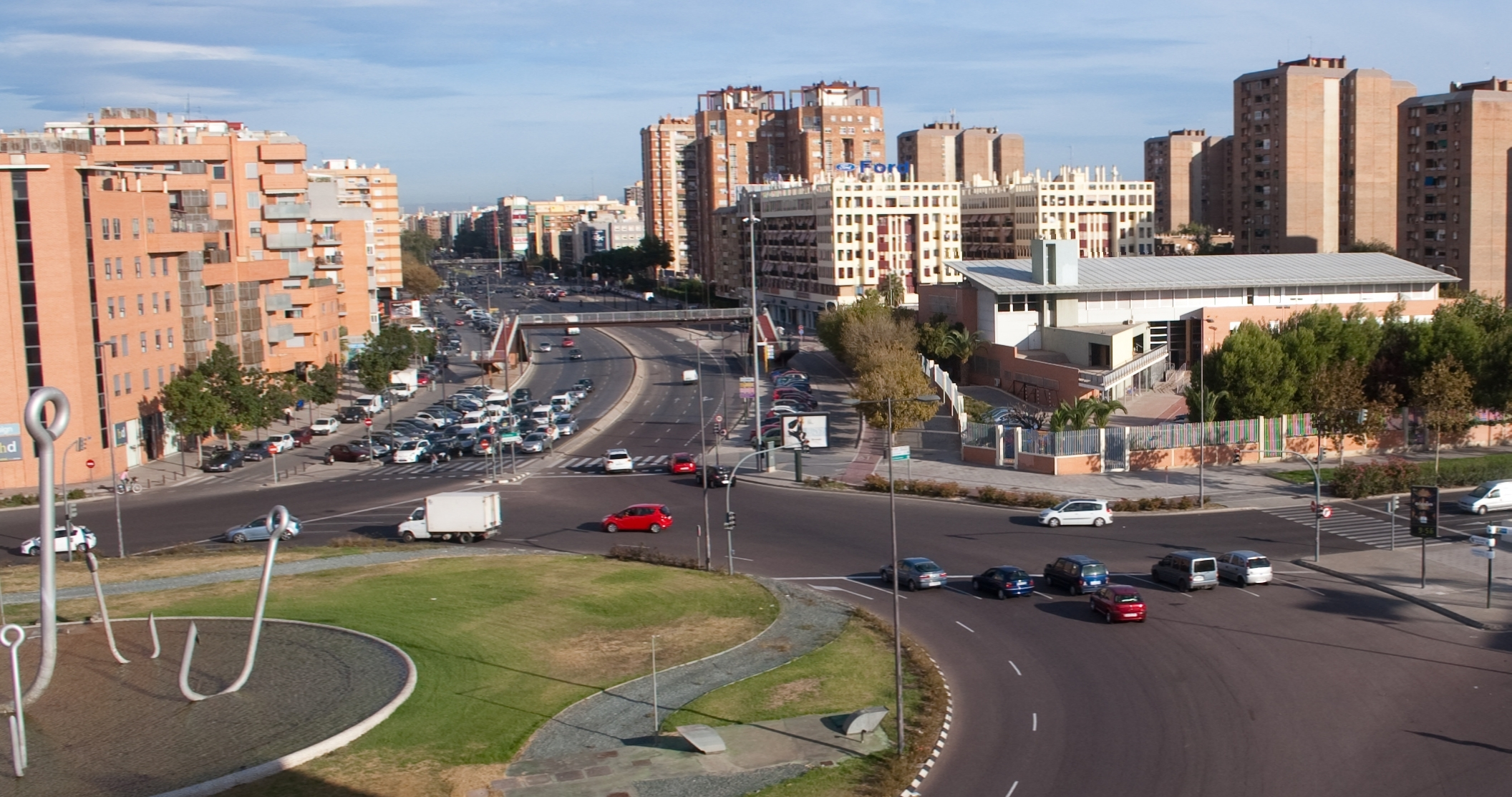
CIPFP Ausiàs March (Valencia). Vista desde [https://www.hotel-bb.es/hotel/valencia-ciudad-las-ciencias/ B&B Hotel Valencia

Está adscrito a efectos de la prueba de acceso a la Universidad Politécnica de Valencia y Universidad de Valencia. Además es reconocido desde 2013 como centro de prácticas del Practicum Máster Profesorado en la Universidad Politécnica de Valencia, Universidad de Valencia y Universidad Internacional Valenciana también llamadas Prácticas del Máster de profesor de Educación Secundaria.

## Historia

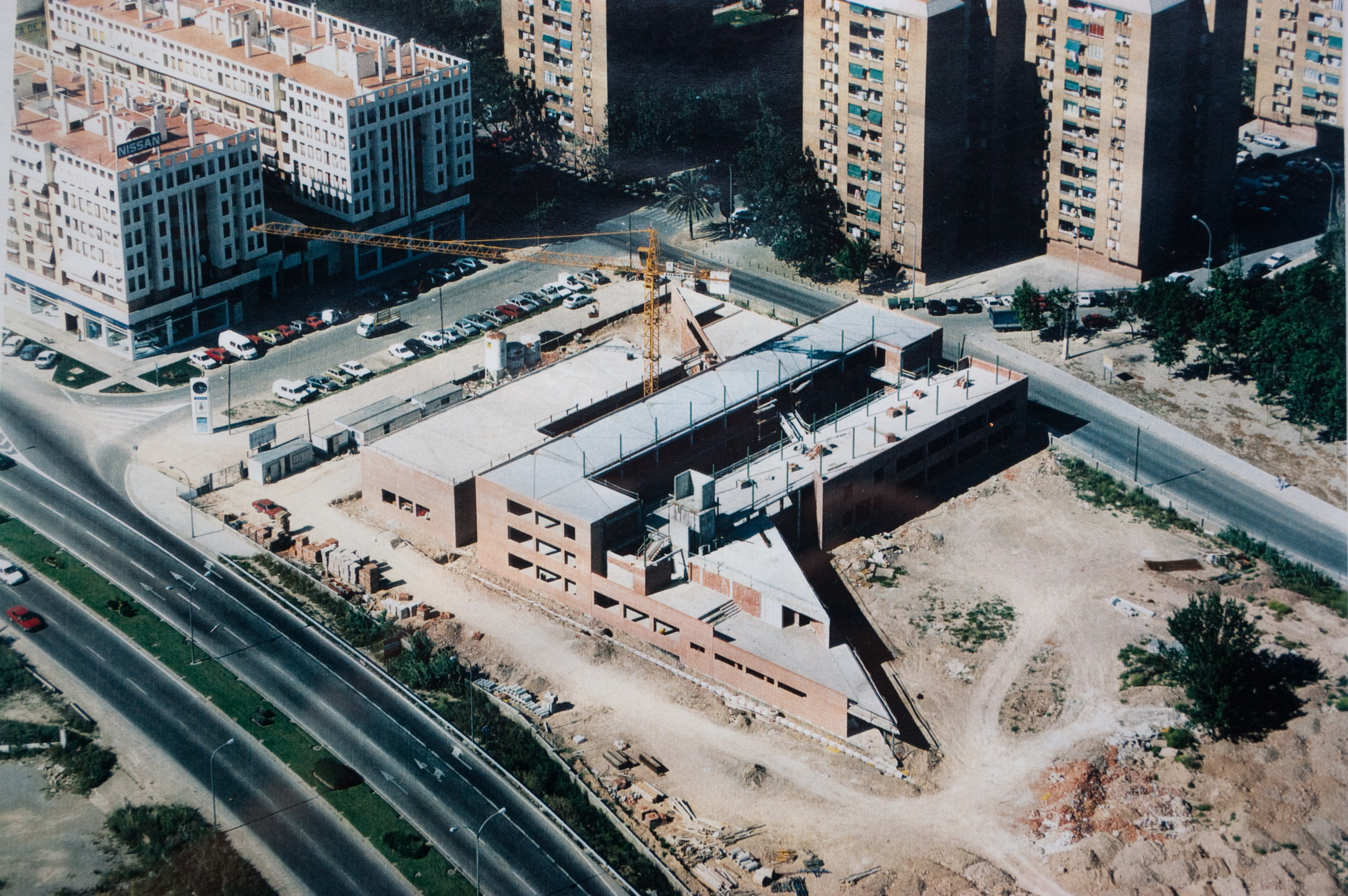
Vista del CIPFP Ausiàs March en fase de construcción. El Boulevar Actor Antonio Ferrandis no existía

El actual CIPFP surge ante la necesidad de construir, en lugares estratégicos, edificios con instalaciones adaptadas a los ciclos formativos de formación profesional establecidos en el mapa escolar de 1996. Se emplaza en el barrio de Fuente de San Luis , dentro del distrito de Quatre Carreres, junto a las arterias de tráfico rodado (boulevar Ausiàs March y boulevar Antonio Ferrandis, antes boulevar Sur).
En 1993, la empresa de arquitectura Vetges Tu i Mediterrània gana el concurso con su proyecto singular de construcción que caracteriza al centro, su tejado ladeado.
Desde el año 1994 al año 1998, el centro es construido. El interior de la edificación se estructura en torno a dos edificios relacionados por un patio con porches en forma de atrio, al que se accede desde la esquina nordeste de la parcela, encuentro de la histórica Carrera de Sant Lluís con la nueva calle de Ángel Villena y punto principal de conexión con el barrio. En el primero, de dos alturas, se ubican las actividades que se relacionan directamente con el exterior; mientras que en el segundo, de tres plantas, se sitúan las aulas y dependencias complementarias, protegidas todas ellas por un potente plano metálico inclinado del tejado que cubre un gran espacio interior donde se unifica la percepción de pasillos, pasarelas y escaleras, y en el que las secuencias de taquillas introducen un factor cromático de gran impacto visual. La respuesta a las tensiones paisajísticas, característica primordial de la parcela, viene dada por la dirección del itinerario de acceso al Instituto, que se alinea en el eje de la Pista de Silla con una composición plástica pensada para potenciar su visión lejana y a la velocidad del automóvil.

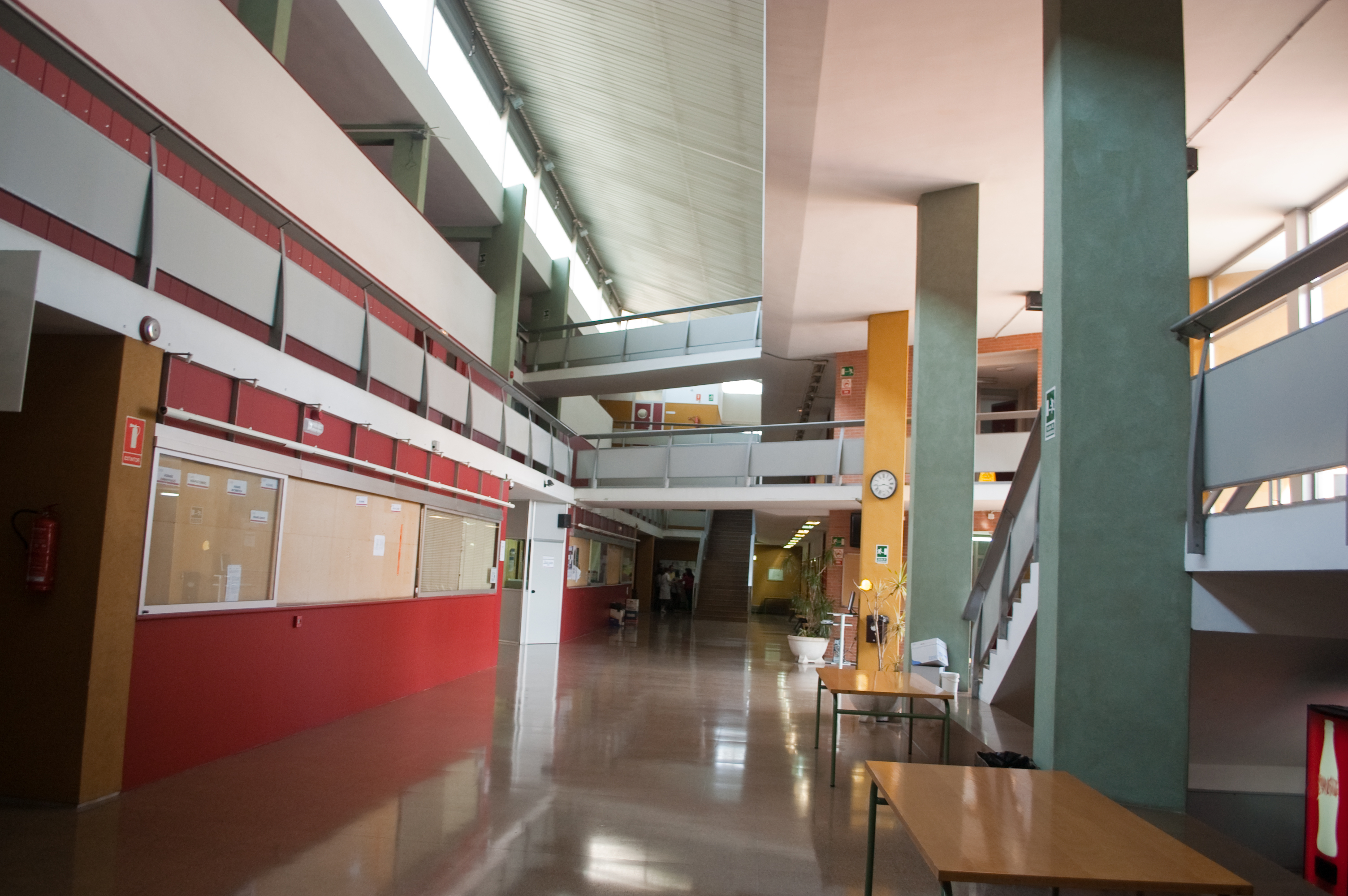
Vista del hall bajo el potente plano metálico inclinado del tejado del CIPFP Ausiàs March

En junio de 1998, es creado inicialmente con la denominación Instituto de Educación secundaria Ausiàs March, fruto del desdoblamiento del IES San Vicente Ferrer y de la Sección de Secundaria del IES Vicente Blasco Ibáñez ambos de Valencia. En ese momento el centro disponía de 870 alumnos y 18 ciclos formativos, con enseñanzas de formación profesional específica de grado medio y superior.
En agosto de 2008, se renombra el IFPS Ausiàs March en nombre actual CIPFP Ausiàs March.

## Oferta formativa
| Familia                      | Especialidad                                        | Grado    | Plan  | Presencial | Semi-Presencial | FP Dual |
| ---------------------------- | --------------------------------------------------- | -------- | ----- | ---------- | --------------- | ------- |
| ADMINISTRACIÓN Y GESTIÓN     | ASISTENCIA A LA DIRECCIÓN                           | SUPERIOR | LOE   | Sí         |                 | Sí      |
| ADMINISTRACIÓN Y GESTIÓN     | ADMINISTRACIÓN Y FINANZAS                           | SUPERIOR | LOE   | Sí         |                 | Sí      |
| ADMINISTRACIÓN Y GESTIÓN     | GESTIÓN ADMINISTRATIVA                              | MEDIO    | LOE   | Sí         | Sí              | Sí      |
| COMERCIO Y MÁRKETING         | ACTIVIDADES COMERCIALES                             | MEDIO    | LOE   | Sí         | Sí              | Sí      |
| COMERCIO Y MÁRKETING         | COMERCIO INTERNACIONAL                              | SUPERIOR | LOE   | Sí         |                 | Sí      |
| COMERCIO Y MÁRKETING         | GESTIÓN DE VENTAS Y ESPACIOS COMERCIALES            | SUPERIOR | LOE   | Sí         |                 | Sí      |
| INFORMÁTICA Y COMUNICACIONES | ASIR ADMINISTRACIÓN DE SISTEMAS INFORMÁTICOS EN RED | SUPERIOR | LOE   | Sí         |                 | Sí      |
| INFORMÁTICA Y COMUNICACIONES | DAW DESARROLLO DE APLICACIONES WEB                  | SUPERIOR | LOE   | Sí         |                 | Sí      |
| INFORMÁTICA Y COMUNICACIONES | SMR SISTEMAS MICROINFORMÁTICOS Y REDES              | MEDIO    | LOE   | Sí         | Sí              | Sí      |
| SANIDAD                      | CUIDADOS AUXILIARES DE ENFERMERÍA                   | MEDIO    | LOGSE | Sí         | Sí              |         |
| SANIDAD                      | DOCUMENTACIÓN Y ADMINISTRACIÓN SANITARIA            | SUPERIOR | LOE   | Sí         |                 | Sí      |
| SANIDAD                      | FARMACIA Y PARAFARMACIA                             | MEDIO    | LOE   | Sí         |                 |         |
| SANIDAD                      | HIGIENE BUCODENTAL                                  | SUPERIOR | LOE   | Sí         |                 | Sí      |
| SANIDAD                      | IMAGEN PARA EL DIAGNÓSTICO Y MEDICINA NUCLEAR       | SUPERIOR | LOE   | Sí         |                 | Sí      |
| SANIDAD                      | LABORATORIO CLÍNICO Y BIOMÉDICO                     | SUPERIOR | LOE   | Sí         |                 | Sí      |
| SANIDAD                      | ORTOPRÓTESIS Y PRODUCTOS DE APOYO                   | SUPERIOR | LOE   | Sí         | Sí              |         |
| SANIDAD                      | PRÓTESIS DENTALES                                   | SUPERIOR | LOE   | Sí         |                 | Sí      |
| SANIDAD                      | RADIOTERAPIA Y DOSIMETRÍA                           | SUPERIOR | LOE   | Sí         |                 |         |